# Дибровка (Монастырищенский район)
Дибровка (укр. Дібрівка) — село в Уманском районе Черкасской области Украины.
Население по переписи 2001 года составляло 240 человек. Почтовый индекс — 19136. Телефонный код — 4746.

## Местный совет
19136, Черкасская обл., Монастырищенский р-н, с. Дибровка, ул. Космонавтов, 44
Руководитель: Коваль Анатолій